# Antonin Bajewski
Antonin Bajewski (Vilnius, 17 de janeiro de 1915 - Oświęcim, 18 de maio de 1941) foi um frade franciscano polonês, nascido em Vilnius (na época território polonês, hoje Lituânia). Foi martirizado em 1941 e beatificado como um dos 108 Mártires da Segunda Guerra Mundial pelo Papa João Paulo II em 13 de junho de 1999. Seu dia de festa é 12 de junho.

## Vida
Ele nasceu em Vilnius em 1915. Tornou-se franciscano, na Ordem dos Frades Menores Conventuais em 1934, assumindo o nome de Irmão Antonin. Foi ordenado sacerdote em 1939 e tornou-se vigário de Maximilian Kolbe. Ele e Kolbe foram presos pelos alemães em 1941 e Antonin foi preso. Ele aumentou o moral dos outros prisioneiros e deu-lhes suas rações, antes de ser deportado para o campo de concentração de Auschwitz, onde contraiu febre tifóide . Isso foi fatal e ele morreu em 18 de maio de 1941.